# ダニエル・ヴェイス
ダニエル・ヴェイス（Daniel Veis, 1954年4月28日 - ）は、チェコのチェロ奏者。
プラハ出身。地元の音楽院を経てモスクワ音楽院でナターリヤ・シャホフスカヤにチェロを学んだ。1976年のプラハの春国際音楽コンクールのチェロ部門で優勝し、1978年のチャイコフスキー国際コンクールのチェロ部門で２位入賞を果たした。1982年から1986年までテプリツェ音楽院でチェロを教え、1996年からプラハ芸術アカデミーの教授を務める。